# Foldering
Foldering (afgeleid van het Engelse folder, map in het Nederlands) is een vorm van geheimschrift waarbij meerdere mensen met elkaar communiceren vanuit een enkel e-mailaccount. Berichten worden opgeslagen in de map "concepten" en nooit daadwerkelijk verstuurd.
De techniek wordt soms beschreven als een digitale dode brievenbus.